# Аятский железорудный бассейн
Аятский железорудный бассейн находится в Костанайской области. Площадь — 2500 км². Оолитовые и бурые железняки. Мощность рудного горизонта — 2—9 м. Разведанные запасы — 1,7 млрд т с содержанием железа 37 %. Руды труднообогатимые, фосфористые.